# Апостолаки, Анна
Анна Апостолаки (греч. Άννα Αποστολάκη; 1880, Маргаритес, Крит — 1958) — греческий археолог и музейный куратор. Она была первой гречанкой, работавшей профессиональным археологом, и была куратором, а затем директором Национального музея декоративного искусства. Одна из первых женщин, получивших докторскую степень, она также была первой женщиной-членом Афинского археологического общества и одним из первых членов Христианского археологического общества. Она была экспертом по древним тканям и считала сохранение древних узоров и греческих традиций ткачества средством не только поддержки традиционной работы женщин, но и укрепления греческого национализма в межвоенный период греческой истории.

## Ранние годы
Анна Апостолаки родилась в 1880 году в Маргаритесе, в провинции Ретимно, на острове Крит, тогда входившем в состав Османской империи, а теперь Греции. Её отец был родом из окрестностей Элефтерны. Региональные восстания против османского владычества заставили ее семью бежать в Пирей, а затем в Афины. Она училась в Арсакионе, женской школе, которой управляло «Общество друзей образования», и окончила её в 1899 году, став учителем — одна из немногих профессий, доступных женщинам в то время.

## Карьера
Апостолаки начала свою карьеру в качестве преподавателя, обучая других студентов, в то время как сама она преследовала свои собственные образовательные устремления. В 1903 году она поступила в Афинский университет, чтобы учиться в философской школе. Одновременно она начала работать в Нумизматическом музее Афин в качестве ассистента Иоанниса Свороноса, который был её наставником и помог ей развить преданность научным исследованиям. Под руководством Своронаса она стала первой женщиной, принятой в Афинское археологическое общества в 1906 году, и была первой греческой женщиной, которая профессионально работала археологом. В 1909 году она стала одной из первых десяти женщин, окончивших Афинский университет, и первой женщиной с Крита, получившей учёную степень. Заголовки в женских газетах, таких как Ladies' Gazette, в которой Апостолаки также была постоянным автором, сообщали о завершении Апостолаки своей докторской диссертации, провозглашая, что «Женщины побеждают. Со вчерашнего дня в греческом мире появилась новая женщина-врач...». В том же году она стала первой женщиной, вступившей в Греческое фольклорное общество, основанное Николаосом Политисом, и начала читать лекции о народной культуре.
Потрясения в первой половине 20-го века и Первая мировая война поставили под угрозу многие исторические места. Апостолаки, обеспокоенная их ухудшением и сохранением, вступила в Христианское археологическое общество, став одним из его первых членов. Она также была одним из основателей и членов правления Лицейского клуба греческих женщин, основанного в 1911 году греческой феминисткой Каллирои Паррен, и в том же году прочитала лекцию о Кносском дворце членам клуба. Продолжая заниматься репетиторством, она взяла на себя дополнительные задачи в качестве советника Департамента национальных костюмов. На этой должности она отвечала за распространение информации о сохранении национальных обычаев, что позволило ей наладить контакты с такими людьми, как поэт Георгиос Дроссинис и археолог Георгиос Куруниотис, которые также интересовались сохранением культурного наследия. Подобные интеллектуалы стремились повысить национальную гордость, связывая современные культурные практики с древнегреческой культурой посредством оценки и сравнения археологических данных древних, средневековых и современных артефактов. В частности, Апостолаки (вместе с другими женщинами, такими как Ангелики Хатзимихали, Элени Эвклид и Люсия Зигомала) была заинтересована в том, чтобы сделать участие женщин в обществе более заметным посредством коллекционирования и демонстрации изделий женских ремёсел.
Женские клубы в Греции в то время были организованы богатыми горожанами, которые основали региональные школы для бедных и беженцев. Часть этих школ была сосредоточена на обучении девочек ремёслам. Апостолаки участвовала в этих клубах и развила интерес к различным образцам, которые показывали непрерывное использование художественных мотивов от византийского периода до наших дней. Она работала над проектами с Лицейским клубом, чтобы сосредоточить внимание на греческом вкладе в ремесло и текстильное искусство, и отойти от зеркальных тенденций в моде, которые заменили греческий дизайн иностранными элементами. Собирая тканые изделия и кружева, она помогла организовать три выставки — в 1921, 1922 и 1924 годах.
После завершения Малоазийской катастрофы Дроссинис, член правления Музея греческих ремёсел, помогла реорганизовать музей в Национальный музей декоративного искусства, известный своей заботой о своих коллекциях и своими исследованиями древних тканей, традиций ткачества и народного искусства. В 1923 году он нанял Апостолаки в качестве своего помощника, сделав её всего лишь четвёртой женщиной, присоединившейся к Греческой археологической службе. Первоначально она начала свою работу с ручной стирки всех тканей, удаления моли и каталогизации текстильной коллекции, которая состояла из тканых материалов с IV по VII века. Затем она работала над приобретением как современных, так и древних археологических артефактов, путешествуя в отдаленные деревни Крита и другие места на мулах, чтобы собрать образцы вышивки, а также костюмы. Апостолаки помогла Лицейскому клубу подготовить выставку греческого текстиля в рамках встречи Малой женской Антанты 1925 года. В 1926 году она была назначена куратором музея и организовала выставку минойской одежды, которую носили молодые члены Лицея, для трехдневного культурного фестиваля, проведённого в том же году Лицейским клубом на стадионе «Панатинаикос». В 1927 году Апостолаки организовала выставку для Лицейского клуба; в своём приглашении потенциальным экспонентам она подчеркнула важность греческой тематики, но объявила, что заявки могут включать вышивку бисером, музыкальные инструменты, керамику, деревянные артефакты и ткачество.
В 1932 году Апостолаки была назначена директором Национального музея декоративного искусства и в том же году опубликовала свой каталог коптского текстиля Τα κοπτικά υφάσματα του εν Αθήναις Μουσείου Κοσμητικών Τεχνών (Коптские ткани Афинского музея греческих ремёсел), оценивающий преемственность техник ткачества от древних до современных процессов. Эта книга была одним из первых текстов по ткачеству, опубликованных на международном уровне, и единственной в то время книгой на греческом языке. Её опыт в техниках окрашивания, истории текстиля и ткачества побудил Антониса Бенакиса, директора музея Бенаки, попросить её оценить и опубликовать текстильную коллекцию Бенаки. Её анализ коллекции Бенаки был опубликован в 1937 году в юбилейном выпуске археологического журнала Archaiologiki Ephimeris. Во время Второй мировой войны, чтобы предотвратить разграбление нацистами, экспонаты Музея греческих ремёсел были спрятаны в Национальном археологическом музее. В 1944 году её дом подвергся обыску, а её рукописи были конфискованы. Всё, что осталось от её работы, — это три книги и одиннадцать статей, которые были опубликованы и включали анализ персидского и сасанидского народного искусства. Получив международную известность, в 1950 году Томас Уиттимор убедил её написать эссе Κατοπριζομένη επί Υφάσματος (Отражение в ткани) для Византийского института Америки о коптском текстиле. Она ушла из музея в 1954 году, но продолжала работать над текстами, посвященными критской вышивке, до самой своей смерти.

## Смерть и наследие
Апостолаки умерла летом 1958 года и запомнилась как один из первых учёных, оценивших и классифицировавших историю греческого текстиля, а также как феминистка, которая работала над образованием женщин и продвижением женских ремёсел. В 2015 году Публичная библиотека Ретимнона совместно с Лицейским клубом греческих женщин и Музеем Бенаки провела семинар, посвященный Апостолаки и её работам, одновременно выставив некоторые из них. Целью семинара было повысить узнаваемость Апостолаки и собрать средства на публикацию её рукописи о критских вышивках.